# Kanton Pont-à-Marcq
Pont-à-Marcq is een voormalig kanton van het Franse Noorderdepartement. Het kanton maakte deel uit van het arrondissement Rijsel. In 2015 is dit kanton opgegaan in de nieuw gevormde kantons Annœullin en Templeuve.

## Gemeenten
Het kanton Pont-à-Marcq omvatte de volgende gemeenten:
- Attiches
- Avelin
- Bersée
- Ennevelin
- Fretin
- Mérignies
- Moncheaux
- Mons-en-Pévèle (Pevelenberg)
- La Neuville
- Ostricourt
- Phalempin
- Pont-à-Marcq (hoofdplaats)
- Thumeries
- Tourmignies
- Wahagnies